# Nagi Gompa
Nagi Gompa is een Nepalees boeddhistisch klooster, ressorterend onder het Ka-Nying Shedrub Ling klooster.
Nagi Gompa werd in 1962 gesticht door de 16e karmapa. Omdat er nog geen wegen waren moest de karmapa overigens per helikopter worden ingevlogen voor de openingsceremonie. Vanaf de opening werd Nagi Gompa geleid door rinpoche Tulku Urgyen tot zijn parinirvana in 1996. De rinpoche maakte zelf drie beelden in de tempel van Boeddha Shakyamuni, Goeroe Rinpoche en de derde karmapa Rangjung Dorje. Ten tijde van zijn parinirvana was de bouw van de hoofdtempel net afgerond.
In het klooster wonen ruim 100 nonnen tussen 9 en 90 jaar oud, veelal Tibetaanse vluchtelingen, of afkomstig uit Nepalese dorpen in de Himalaya. Nagi Gompa biedt liturgische training en religieuze opleiding aan de nonnen, gebaseerd op oefeningen in meditatie en het bestuderen van de boeddhistische geschriften.